# Hästar
Denna artikel handlar om släktet hästar. För tamhästar, se Häst.
Hästar (Equus) är det enda nu levande släktet inom familjen hästdjur (Equidae). Hästarnas systematik är omdiskuterad. Denna artikel följer Wilson & Reeder 2005, som erkänner åtta nu levande arter och där exempelvis tamhäst och åsna utgör underarter till sina vilda släktingar vildhäst och afrikansk vildåsna.

## Utseende och anatomi
Hästar är medelstora däggdjur med avlångt huvud och förhållandevis lång hals med man. De har långa smala ben och står på en tå som skyddas av en hornartad hov. De har lång svans som antingen avslutas med en tofs eller som helt är täckt med böljande hår, så kallat tagel. 

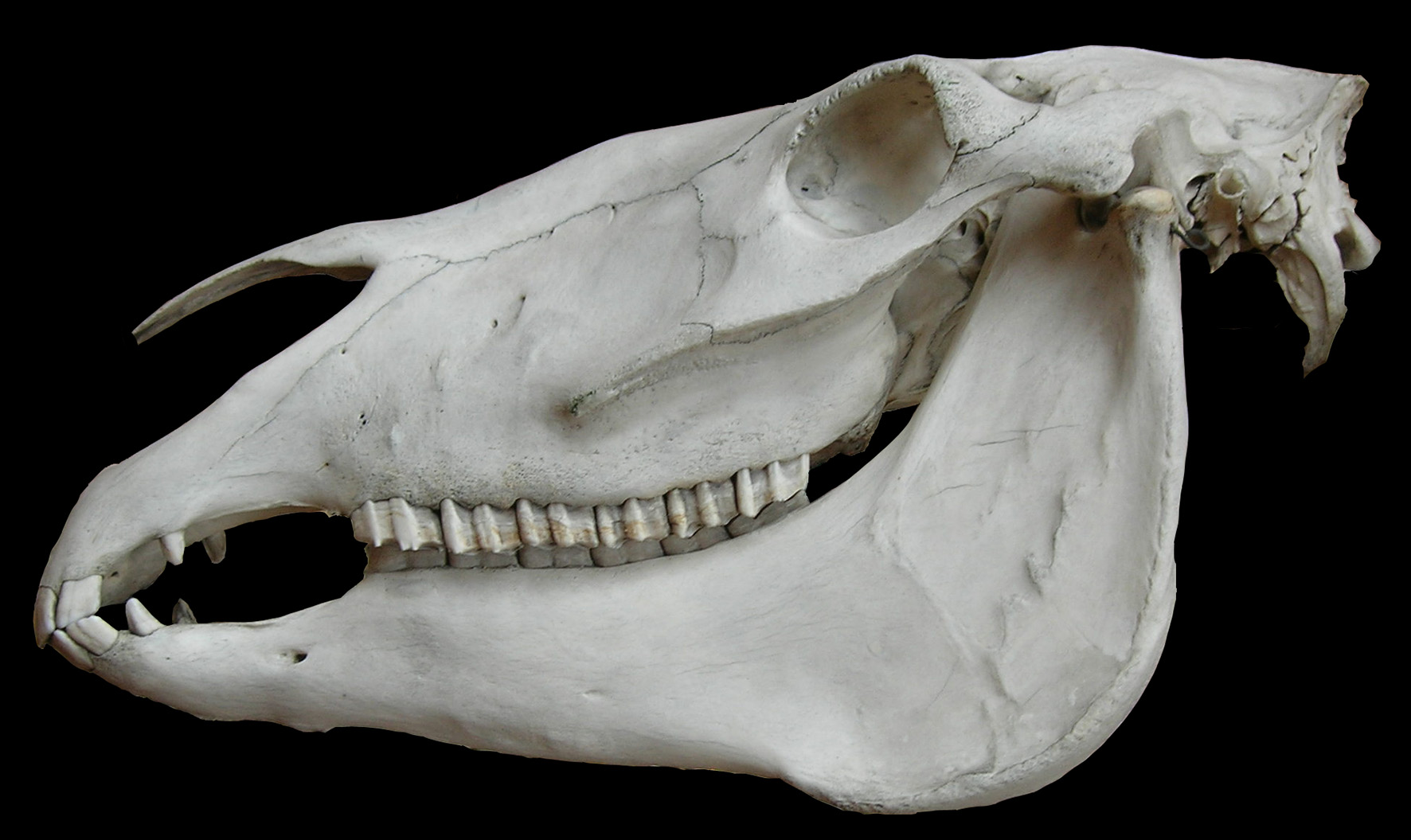
Hästkranium som visar det stora mellanrummet mellan molarerna och framtänderna.

Ytterörat är rörligt vilket gör att de lätt kan lokalisera ljudkällor. De har dikromatisk syn vilket innebär att de kan urskilja två färger. Ögonen är placerade långt bak på huvudet vilket ger dem ett brett synfält utan att för den skull helt förlora djupseende. I gommen har hästar det jacobsonska organet vilket gör att hingsten, genom att lyfta på överläppen, kan avgöra var i brunstcykeln en potentiell partner befinner sig. Hästar är tillsammans med människan de enda däggdjur som kan producera stora mängder svett i termoreglerande syfte, vilket bland annat är en förutsättning för att de snabbt ska kunna förflytta sig långa sträckor.
Till skillnad från Idisslare, med sina komplexa magar, så bryter hästar ned cellulosan med blindtarmen. Hästars tanduppsättning är nästan komplett med malande molarer placerade långt bak med ett långt mellanrum fram till de klippande framtänder som används för att beta gräset med. Deras tandformel är 3.1.3-4.3 i överkäken och 3.1.3.3 i underkäken.
Hästars päls består av olika hårtyper bland annat täckhåret som är det yttersta lagret päls, känselhåret är det som sitter runt ögon och näsborrar och ullhåret är det som föl och gamla hästar har. Det finns också skyddshår som skyddar hästens hud mot smuts (lite som täckhåret).

## Ekologi

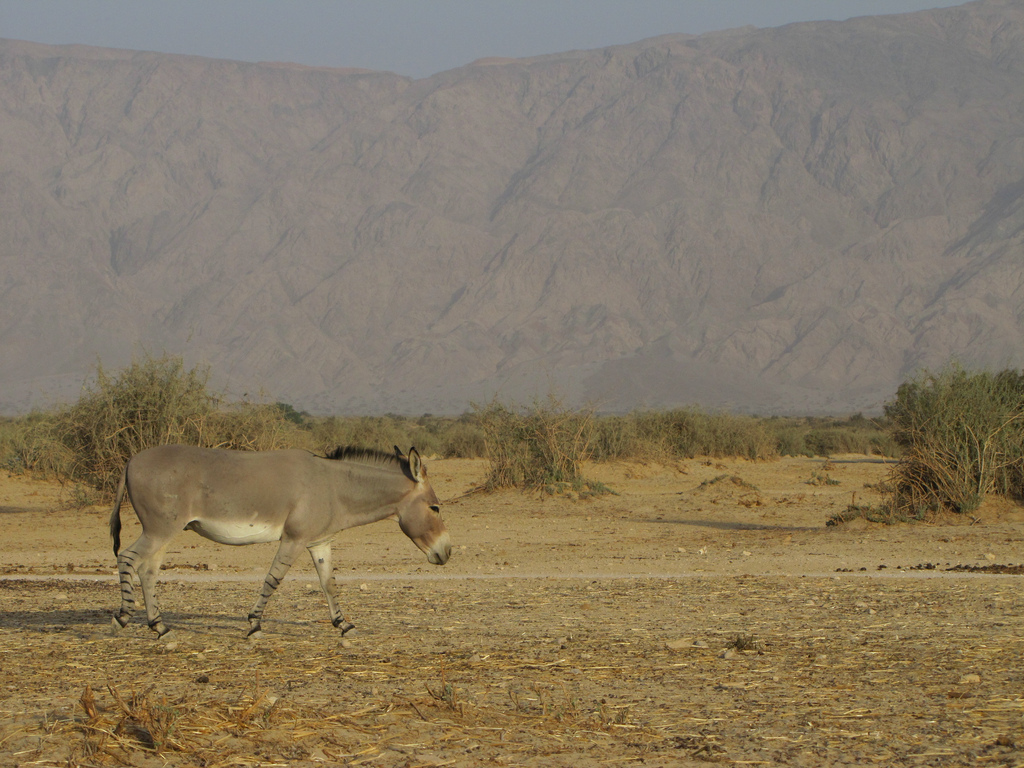
Afrikansk vildåsna.

Hästar förekommer generellt i öppen terräng, från prärie och savann till bergsområden och öken. De är växtätare och lever främst av härdig fiberrik föda som gräs och halvgräs som de betar. De kan även vid behov utöka födan med andra vegetabilier som löv, frukt och bark.
De är sociala djur som lever i flockar eller mindre grupper. Hästar och zebror lever i permanenta flockar, som ofta består av en ensam hane och en grupp honor, medan övriga hanar bildar "ungkarls"-flockar. Övriga arter inom släktet bildar tillfälliga flockar som ofta bara består under ett par månader och som antingen är enkönade eller mixade. Inom alla grupperingar råder strikt hierarki mellan individerna. Oftast är det den dominanta honan som kontrollerar fördelning av föda medan den dominanta hanen kontrollerar möjligheten till parning.
Honan föder ofta ett föl efter en dräktighetsperiod på ungefär 11 månader. Fölet klarar att gå bara en timme efter nedkomsten och är avvänjt efter fyra till tretton månader (vilda djur avvänjer ofta fölet senare än tama). Beroende på art, kondition och andra yttre faktorer kan honor föla en gång om året eller vart annat år.
Ston som inte är dräktiga har vanligtvis en säsongsbunden brunstcykel som varar från tidig vår till höst. Flertalet ston har en icke-brunstperiod under vintern. Den reproduktiva cykeln styrs av mängden dagsljus och triggas igång när dagarna blir längre. Hästar som lever närmre ekvatorn, där skillnaderna i dagslängd är mindre under året uppvisar en mycket mindre tydlig ickebrunstperiod. Utöver detta är ungefär 20% av tamhästarna på norra halvklotet brunstiga året runt.

## Namn
Det vetenskapliga släktnamnet härstammar från latinets equus, som betyder "häst", besläktat med grekiskans "ἵππος" (hippos), också "häst", som i sin tur härleds från mykenskans i-qo (jämför den alternativa utvecklingen av den mykenska labiovelara konsonanten i joniska grekiskans "ἴκκος" ikkos), som är den äldsta kända formen av ordet, skrivet med Linear B-skriften.
En könsmogen hanhäst kallas "hingst", en könsmogen hona kallas "sto" eller "märr" och ungdjuren kallas "föl". En rad andra benämningar, exempelvis "valack" vilket är en kastrerad hane, används främst om tamhästar.

## Arter

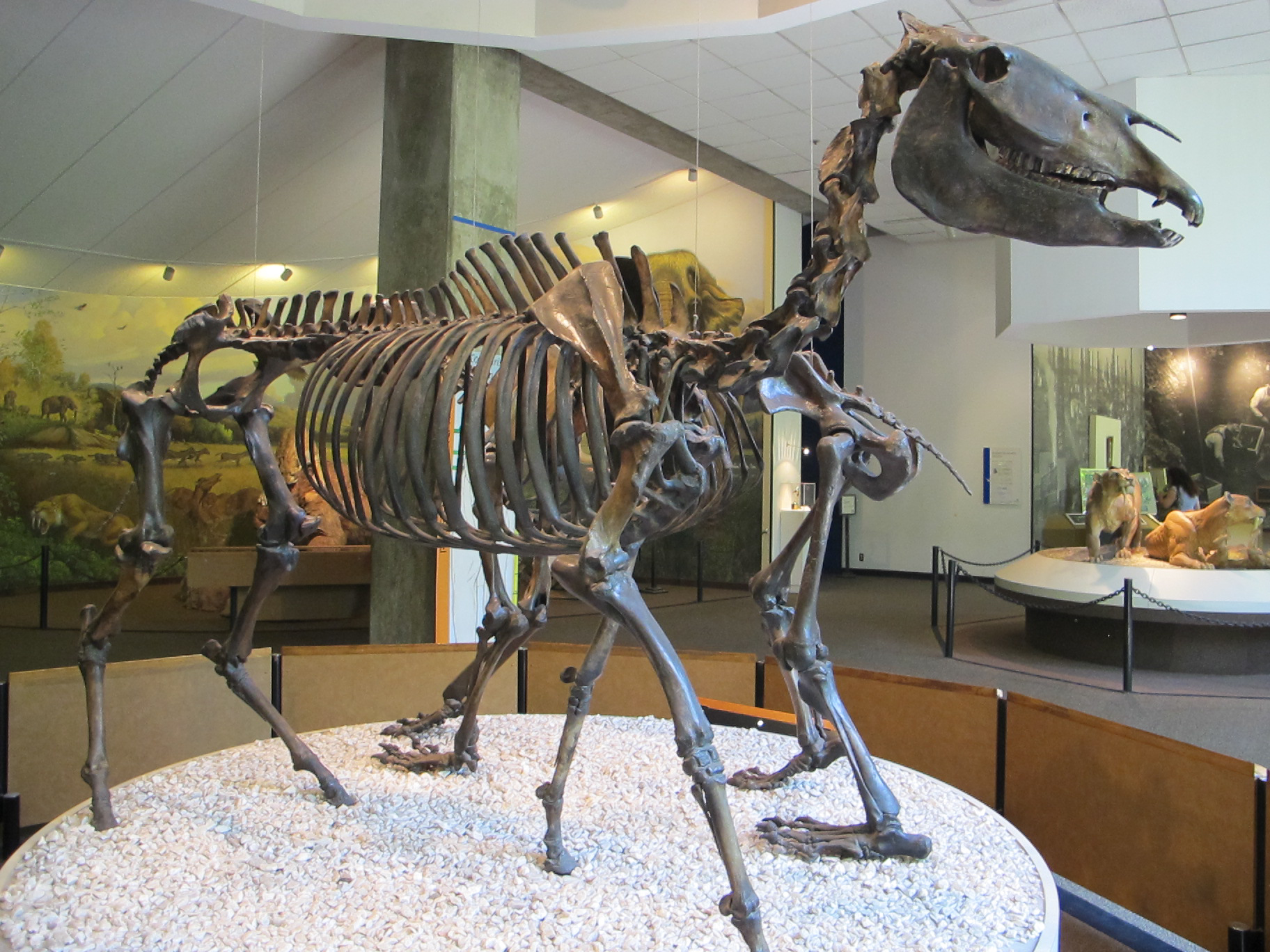
Monterat fossil av Equus occidentalis från La Brea Tar Pits.

Enligt Wilson & Reeder (2005) utgörs släktet av åtta nu levande arter. För släktets indelning i grupper eller undersläkten finns olika förslag och dess taxonomi är omdiskuterad.
Listan är i alfabetisk ordning efter vetenskapligt namn.
- Afrikansk vildåsna (Equus africanus) - Åsna betraktas i verket som underarter av denna art.
- Vildhäst (Equus ferus) - Tamhäst betraktas som underart till vildhästen.
- Burchells zebra (Equus burchellii) - Ibland kategoriseras taxonet som underart till stäppzebra.
- Grevyzebra (Equus grevyi)
- Halvåsna (Equus hemionus)
- Kiang (Equus kiang)
- Stäppzebra (Equus quagga)
- Bergzebra (Equus zebra)

### Utdöda taxon
| - E. alaskae - E. altidens - E. bressanus - E. calobatus - E. complicatus - E. conversidens - E. crenidens | - E. cumminsii - E. enormis - E. excelsus - E. francisci - E. fraternus - E. fromanius | - E. giganteus - E. holmesi - E. hydruntinus - E. idahoensis - E. jubatus - Yukonhäst (E. lambei) | - E. laurentius - E. leidyi - E. litoralis - E. mosbachensis - E. nearticus - E. niobrarensis | - E. occidentalis - E. pacificus - E. pectinatus - E. pseudaltidens - E. robustus - E. sanmeniensis | - E. scotti - E. semiplicatus - E. simplicidens - E. stenonis - E. sussenbornensis - E. verae |